# A Seychelle-szigetek az 1984. évi nyári olimpiai játékokon
A Seychelle-szigetek az egyesült államokbeli Los Angelesben megrendezett 1984. évi nyári olimpiai játékok egyik részt vevő nemzete volt. Az országot az olimpián 2 sportágban 9 sportoló képviselte, akik érmet nem szereztek.

## Atlétika
Férfi
| Versenyző       | Versenyszám    | Előfutam | Előfutam | Előfutam | Negyeddöntő | Negyeddöntő | Negyeddöntő | Elődöntő | Elődöntő | Elődöntő | Döntő   | Döntő    |
| Versenyző       | Versenyszám    | Idő      | Hely.    | Össz.    | Idő         | Hely.       | Össz.       | Idő      | Hely.    | Össz.    | Idő     | Helyezés |
| --------------- | -------------- | -------- | -------- | -------- | ----------- | ----------- | ----------- | -------- | -------- | -------- | ------- | -------- |
| Denis Rose      | 100 m          | 11,04    | 7.       | 70.      | kiesett     | kiesett     | kiesett     | kiesett  | kiesett  | kiesett  | kiesett | kiesett  |
| Denis Rose      | 200 m          | 21,87    | 7.       | 51.*     | kiesett     | kiesett     | kiesett     | kiesett  | kiesett  | kiesett  | kiesett | kiesett  |
| Vincent Confait | 400 m          | kizárták | kizárták | kizárták | kiesett     | kiesett     | kiesett     | kiesett  | kiesett  | kiesett  | kiesett | kiesett  |
| Vincent Confait | 400 m gát      | 53,62    | 7.       | 40.      |             |             |             | kiesett  | kiesett  | kiesett  | kiesett | kiesett  |
| Philip Sinon    | 800 m          | 2:04,89  | 7.       | 64.      | kiesett     | kiesett     | kiesett     | kiesett  | kiesett  | kiesett  | kiesett | kiesett  |
| Philip Sinon    | 1500 m         | 4:25,80  | 9.       | 53.      |             |             |             | kiesett  | kiesett  | kiesett  | kiesett | kiesett  |
| Albert Marie    | 10 000 m       | 32:04,11 | 14.      | 41.      |             |             |             |          |          |          | kiesett | kiesett  |
| Albert Marie    | 3000 m akadály | 9:32,30  | 11.      | 33.      |             |             |             | kiesett  | kiesett  | kiesett  | kiesett | kiesett  |

Női
| Versenyző        | Versenyszám | Előfutam | Előfutam | Előfutam | Negyeddöntő | Negyeddöntő | Negyeddöntő | Elődöntő | Elődöntő | Elődöntő | Döntő   | Döntő    |
| Versenyző        | Versenyszám | Idő      | Hely.    | Össz.    | Idő         | Hely.       | Össz.       | Idő      | Hely.    | Össz.    | Idő     | Helyezés |
| ---------------- | ----------- | -------- | -------- | -------- | ----------- | ----------- | ----------- | -------- | -------- | -------- | ------- | -------- |
| Marie-Ange Wirtz | 100 m       | 12,61    | 8.       | 44.      | kiesett     | kiesett     | kiesett     | kiesett  | kiesett  | kiesett  | kiesett | kiesett  |
| Marie-Ange Wirtz | 200 m       | 25,88    | 7.       | 36.      | kiesett     | kiesett     | kiesett     | kiesett  | kiesett  | kiesett  | kiesett | kiesett  |

| Versenyző        | Versenyszám | Selejtező | Selejtező | Döntő    | Döntő    |
| Versenyző        | Versenyszám | Eredmény  | Helyezés  | Eredmény | Helyezés |
| ---------------- | ----------- | --------- | --------- | -------- | -------- |
| Marie-Ange Wirtz | Távolugrás  | 521 cm    | 23.       | kiesett  | kiesett  |

* - egy másik versenyzővel azonos eredményt ért el

## Ökölvívás
| Versenyző           | Versenyszám   | Selejtező         | 32-es főtábla                         | Nyolcaddöntő             | Negyeddöntő       | Elődöntő          | Döntő             | Helyezés |
| Versenyző           | Versenyszám   | Ellenfél Eredmény | Ellenfél Eredmény                     | Ellenfél Eredmény        | Ellenfél Eredmény | Ellenfél Eredmény | Ellenfél Eredmény | Helyezés |
| ------------------- | ------------- | ----------------- | ------------------------------------- | ------------------------ | ----------------- | ----------------- | ----------------- | -------- |
| Jean-Claude Labonte | Könnyűsúly    | erőnyerő          | José Antonio Hernándo (ESP) · 0:5     | kiesett                  | kiesett           | kiesett           | kiesett           | 17.      |
| Ramy Zialor         | Kisváltósúly  | erőnyerő          | Jean-Pierre Mbereke-Baban (CMR) · 0:5 | kiesett                  | kiesett           | kiesett           | kiesett           | 17.      |
| Basil Boniface      | Váltósúly     | erőnyerő          | Kieran Joyce (IRL) · RSC              | kiesett                  | kiesett           | kiesett           | kiesett           | 17.      |
| Ralph Labrosse      | Nagyváltósúly | erőnyerő          | Pierre Claver Mella (CMR) · 4:1       | Gnohere Sery (CIV) · 1:4 | kiesett           | kiesett           | kiesett           | 9.       |

RSC – a mérkőzésvezető megállította a mérkőzést